# Viburnum amplifolium
Viburnum amplifolium är en desmeknoppsväxtart som beskrevs av Alfred Rehder. Viburnum amplifolium ingår i släktet olvonsläktet, och familjen desmeknoppsväxter. Inga underarter finns listade i Catalogue of Life.